# Пушкаракша
Пушкаракша (кхмер. បុឝ្ករាក្ឝ, ум. 730) — король Ченлы (716—730)
Один из правителей отделившегося королевства под названием Шамбхупура — Пушкаракша, современник Джаявармана I и Джаядеви, в 716 году узурпировал власть у потомков Джаявармана I и провозгласил себя королём всей Камбоджи.
Достоверно неизвестно, каким образом он пришёл к власти — захватив её силой, или путём заключения брака.